# Pseudonapomyza zeae
Pseudonapomyza zeae este o specie de muște din genul Pseudonapomyza, familia Agromyzidae, descrisă de Spencer în anul 1973.
Este endemică în Ghana. Conform Catalogue of Life specia Pseudonapomyza zeae nu are subspecii cunoscute.